# Grått aftonfly
Grått aftonfly (Acronicta auricoma) är en fjärilsart som beskrevs av Ignaz Schiffermüller 1776. Grått aftonfly ingår i släktet Acronicta och familjen nattflyn. Arten är reproducerande i Sverige. Inga underarter finns listade i Catalogue of Life.

## Bildgalleri

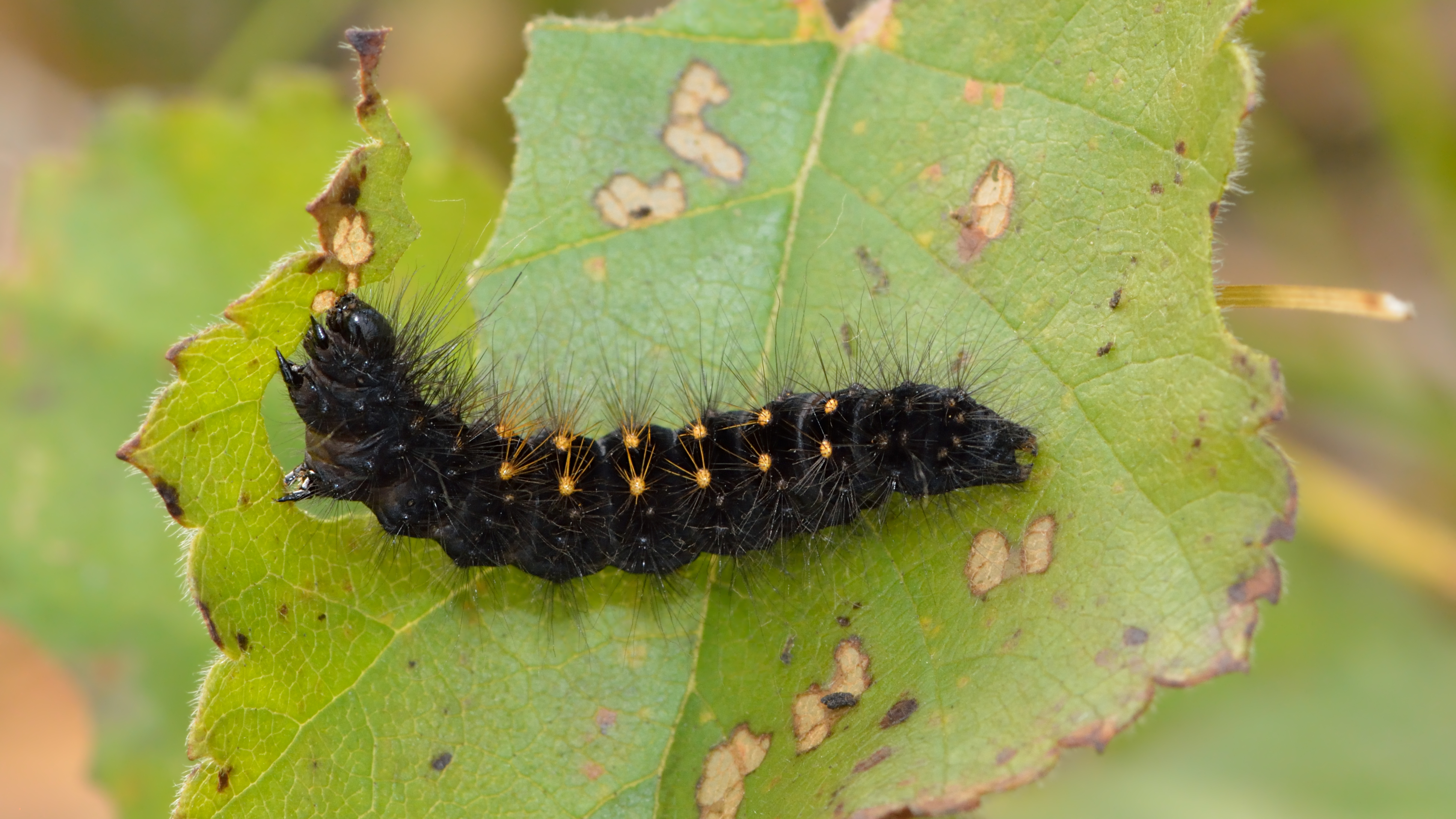
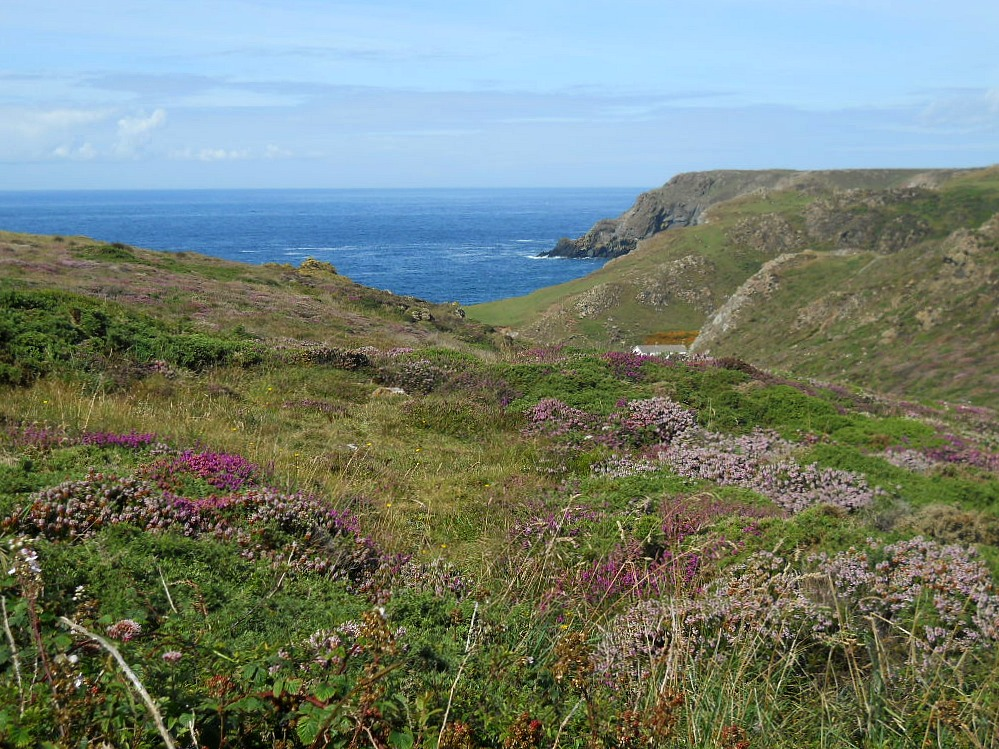